# USS Alliance (1778)
Pour les autres navires du même nom, voir USS Alliance.

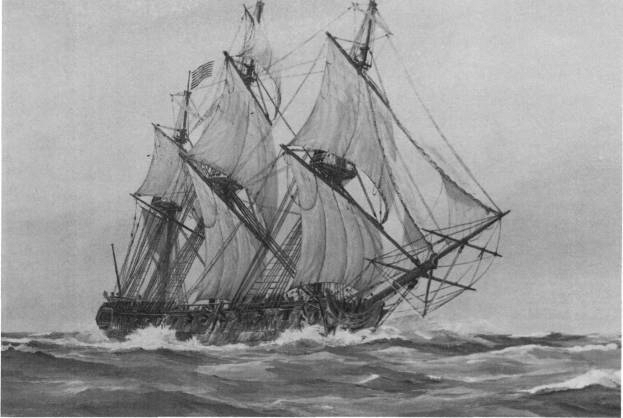
l'USS Alliance, fier gardien des mers

L’USS Alliance, nommée Hancock à son lancement, est une frégate de la Continental Navy qui a participé à la guerre d'indépendance des États-Unis.
Construite à Amesbury dans le Massachusetts, elle est commandée par Pierre Landais (1778–1780), ancien officier français, puis John Barry (1780–1783). Elle participe notamment à la bataille de Flamborough Head, et tire le dernier coup de canon de la guerre d'indépendance.